# Bymarka
Bymarka er et skovområde vest for Trondheim på 80 km², og er dermed Trondheims største naturområde og blandt områdets mest populære udfartsteder. Det ligger på Byneshalvøya, og består hovedsageligt af Trondheim bymark, Leinstrandmarka og Bynesmarka.
Området har et meget varieret beplantning med både tætte granskove, sumpområder og fjelde og trægrænsen (ca. 450 moh.). Der findes også en del søer i området, ligesom der er lysløjper.
Bymarka skal være blevet grundlagt af Olav Tryggvason i år 997. 11 km² blev beskyttet som Bymarka naturreservat i 2005.

## Fjelde over 400 moh.
- Storheia (565 moh.)
- Gråkallen (551 moh.)
- Bosbergheia (537 moh.)
- Litlheia (492 moh.)
- Stadsheia (468 moh.)
- Herbernheia (467 moh.)
- Elsetheia (461 moh.)
- Vintervasshøgda (446 moh.)
- Bykleivåsen (437 moh.)
- Geitfjellet (416 moh.)
- Hoåsen (415 moh.)
- Revfjellet (400 moh.)